# طارق الملا
طارق الملا، وزير البترول والثروة المعدنية المصري السابق من مواليد يونيو 1962، تولى الوزارة في 19 سبتمبر 2015 ضمن وزارة شريف إسماعيل واستمر في منصبه في وزارة مصطفى مدبولي الأولى حتى 3 يونيو 2024.

## حياته المهنية
- حصل على بكالوريوس الهندسة الميكانيكية من جامعة القاهرة عام 1986.[2]
- تدرج بالوظائف المختلفة بشركة شيفرون مصر منذ يناير 1987 وتولى مسئوليات متعددة بالهندسة والعمليات والتخطيط والمبيعات.[2]
- في عام 1998 أصبح مديراً للمبيعات وعضواً بمجلس الإدارة شركة شيفرون مصر.[2]
- في عام 2008 عين عضواً منتدباً للتسويق بشركة شيفرون مصر.[2]
- انتقل للعمل بجنوب أفريقيا بالمقر الرئيسي لشيفرون لأفريقيا والشرق الأوسط وأصبح مديراً إقليمياً لمنطقة وسط وجنوب أفريقيا وحتى نهاية عام 2010.[2]
- في يناير 2011 التحق للعمل بالهيئة المصرية العامة للبترول نائباً للرئيس التنفيذي للهيئة للتجارة الخارجية.[2]
- من أغسطس 2011 وحتى فبراير 2012 تولى أعمال نائب الرئيس التنفيذي للهيئة للتجارة الداخلية بالإضافة إلى عمله كنائب للتجارة الخارجية.[2]
- من مارس وحتى أغسطس 2013 تولى أعمال نائب الرئيس التنفيذي للهيئة للعمليات بالإضافة إلى عمله كنائب للتجارة الخارجية.[2]
- في 22 أغسطس 2013 تولى منصب الرئيس التنفيذي للهيئة المصرية العامة للبترول.[2]
- أدى اليمين الدستورية وزيراً للبترول والثروة المعدنية في 19 سبتمبر 2015 ضمن حكومة شريف إسماعيل.[2][4][5]
- أدى اليمين الدستورية وزيراً للبترول والثروة المعدنية في 14 يونيو 2018 ضمن حكومة مصطفى مدبولي.[6]
- في 22 ديسمبر 2019 أجري تعديل وزاري على حكومة مصطفى مدبولي تم خلاله تجديد الثقة فيه لفترة ولاية جديدة.[7]

## تكريمه
- في 10 مايو 2017 منحه الرئيس الفرنسي، إيمانويل ماكرون وسام جوقة الشرف برتبة فارس وهو من أقدم الأوسمة الفرنسية وذلك تقديرا لجهوده في دفع العلاقات المصرية الفرنسية في صناعة البترول والغاز.[8]
- في 10 نوفمبر 2020 قام الرئيس اليوناني بمنحه أعلى وسام تمنحه بلاده للمواطنين الأجانب "وسام درجة قائد في كتيبة الفينيق.[9]

## استيراد الغاز من إسرائيل
شرعت إسرائيل بضخ الغاز الطبيعي إلى مصر لأول مرة يوم الأربعاء الموافق 19 فبراير 2019 بموجب اتفاق بقيمة 15 مليار دولار $ مدته 15 سنة لتكريره وإعادة تصديره إلى أوروبا.
قالت الحكومة الإسرائيلية في اليوم نفسه إنها وقعت صفقة ووصفتها بأنها «تاريخية» لتصدير الغاز الطبيعي إلى مصر، وذلك بتكلفة قيمتها 15 مليار دولار لمدة 10 سنوات
وعقّب عليها الرئيس المصري عبدالفتاح السيسي مُخاطبًا الشعب المصري: «احنا جبنا جون يا مصريين في موضوع الغاز، ولو معملناش كده، كانت راحت لدولة تانية»، ضمن حديثه عن مساعيه لتحويل مصر إلى مركز إقليمي لتداول البترول.
ورحبت حكومة إسرائيل بالاتفاقات التي وصف رئيس الوزراء الإسرائيلي بنيامين نتنياهو يوم توقيعها بأنه “يوم عيد” مضيفا أنها ستعزز الاقتصاد الإسرائيلي وتقوي العلاقات الإقليمية.
وقال وزير الطاقة الإسرائيلي يوفال شتاينتز إن الاتفاقات هي أهم صفقات تصدير مع مصر منذ أن وقع البلدان معاهدة سلام تاريخية في 1979.
وقال وزير البترول المصري المهندس طارق الملا في تصريحات إنه يتعين تسوية الخلافات المعلقة مع إسرائيل من أجل إنجاز الاتفاق مشيرا إلى طعن مصري على حكم أصدرته غرفة التجارة الدولية في 2015 يأمر مصر بدفع تعويض يبلغ ملياري دولار بعد انهيار اتفاق لتصدير الغاز إلى إسرائيل.

## الاتجاه نحو رفع الدعم
صرح المهندس طارق الملا وزير البترول والثروة المعدنية في 24 نوفمبر 2016، إن الدولة مستمرة في خطتها الاستراتيجية للإصلاح الاقتصادي، حتى يتم رفع الدعم عن الوقود نهائيا على أن يتم توجيه قيمته إلى مستحقيه فقط، ويوزع في قطاعات أخرى مثل الصحة والتعليم، من خلال التوسع في برامج الحماية الاجتماعية.
أضاف «الملا» في تصريحات صحفية، إنه بنهاية العام الجاري ستقوم الدولة بتحديد «المستحقين الفعليين للدعم».
كما صرح الوزير في 12 يناير 2020 أنه من بعد شهر يونيو 2019 جرى رفع الدعم عن جميع أنواع المحروقات لكل المركبات: «ما حدث على مستوى الأسعار لم يكن رفعًا لها ولكنه كان تصحيحًا، حيث بدأ دعم المحروقات منذ عام 2000 ولكن ذلك لم يعد موجودًا منذ 6 أشهر تقريبًا».
وأنهى كلامه بأن المواطن أصبح يدفع ثمن المنتج وليس السعر العالمي، مشيرًا إلى أن رفع الدعم عن المحروقات وفر الكثير من الأموال على الدولة وجعلها قادرة على العمل في الكثير من مشروعات البنية التحتية وتطوير وتحسين مصافي التكرير.
وواصل: «لا ندعم إلا أنبوبة البوتاجاز، ومع استخدام الغاز الطبيعي بدلًا منها سينتهي هذا الأمر، كانت فاتورة دعم المحروقات تكلف الدولة نحو 70 مليار جنيه سنويًا، وبلغت في إحدى السنوات 140 مليار جنيه، ولكن هذا المبلغ سيصبح 30 مليارا فقط بسبب دعم البوتاجاز».